# Neosilurus novaeguineae
Neosilurus novaeguineae és una espècie de peix de la família dels plotòsids i de l'ordre dels siluriformes.

## Morfologia
Els mascles poden assolir els 21 cm de llargària total.

## Distribució geogràfica
Es troba a Nova Guinea.